# El nacimiento de Venus (Fragonard)
El Nacimiento de Venus (en francés: La Naissance de Vénus) es un óleo sobre lienzo de Jean-Honoré Fragonard, producido entre 1753 y 1755. Se conserva en el Museo Grobet-Labadié de Marsella. Fragonard utilizó una mezcla de sanguina y otros medios en el boceto de la obra antes de transferirla a lienzo. Este boceto preliminar se conserva en el Smith College Museum of Art. El Nacimiento de Venus y su boceto son ejemplo de la costumbre de Fragonard de invertir la dirección de la escena y posiciones de las figuras para conseguir una composición ideal; también fue realizando numerosos cambios hasta la composición definitiva.
La obra presenta la escena arquetípica de la diosa emergiendo de las olas y la espuma, en este caso recostada en el centro de un grupo de nereidas y tritones que la contemplan, sostenidos por dos delfines abajo y el propio oleaje. Venus parece despreocupada del bullicio, apoyada en las figuras cercanas. El encuadre es ligeramente desde abajo y una fuerte luminosidad se centra en la diosa, dejando en la sombra al séquito. La estructura asimétrica del grupo y la sinfonía de los azules del mar y el cielo y los rosas de las carnaciones, son plenamente rococós.